# Алескерова, Шамама Мамедовна
Шамама Мамедовна Алескерова (азерб. Şamama Məmməd qızı Ələsgərova; 8 марта 1904 года, Эривань — 2 апреля 1977 года, Баку) — советский азербайджанский врач-гинеколог, Герой Социалистического Труда (1969).

## Биография
Родилась 8 марта 1904 года в городе Эривань Эриванской губернии (ныне Ереван, Армения).
Начала трудовую деятельность ординатором в 1941 году в военном госпитале. Позже заведующая отделением в этом же госпитале. До 1945 года также работала в отделе кадров Наркомата здравоохранения Азербайджанской ССР. С 1945 года по 1977 год главный врач родильного дома № 5 города Баку имени Н. К. Крупской. За время руководства Алескеровой роддом № 5 стал одним из образцовых терапевтическо-профилактических учреждений республики. Проводила исследования по темам здравоохранения матери и ребенка, а также лечение и профилактику гинекологических заболеваний. Активно боролась с распространением малярии и гельминтоза в Азербайджане.
Указом Президиума Верховного Совета СССР от 4 февраля 1969 года за большие заслуги в области охраны здоровья советского народа Алескеровой Шамаме Мамедовне присвоено звание Героя Социалистического Труда с вручением ордена Ленина и золотой медали «Серп и Молот».
Заслуженный врач Азербайджанской ССР (1960). Отличник здравоохранения (1958).
Депутат Верховного Совета Азербайджанской ССР 9-го созыва.
Скончалась 2 апреля 1977 года в городе Баку. Похоронена на Аллее почётного захоронения.
В 1996 году родильному дому № 5 города Баку присвоено имя Шамамы Алескеровой.